# Trichoderma tomentosum
Trichoderma tomentosum är en svampart som beskrevs av Bissett 1992. Trichoderma tomentosum ingår i släktet Trichoderma och familjen Hypocreaceae.   Inga underarter finns listade i Catalogue of Life.